# Paullinia perlata
Paullinia perlata är en kinesträdsväxtart som beskrevs av Ludwig Radlkofer. Paullinia perlata ingår i släktet Paullinia och familjen kinesträdsväxter. Inga underarter finns listade i Catalogue of Life.